# Christophe Magdalijns
Christophe Magdalijns (Ukkel, 18 juli 1971) is een voormalig Belgisch politicus: eerst voor de PS, daarna voor DéFI.

## Levensloop
Magdalijns studeerde in 1996 af als licentiaat in de politieke en bestuurswetenschappen aan de ULB. Hij was onderzoeker aan het Centrum voor de Studie en het Onderzoek in de Bestuurswetenschappen (CERAP) van de ULB en was van 2004 tot 2019 ambtenaar bij het Interfederaal Korps van de Inspectie van Financiën. 
Aanvankelijk was hij lid van de PS. In 2000 werd Magdalijns voorzitter van de partijafdeling in Oudergem en van 2006 tot 2008 was hij adjunct-kabinetschef van Françoise Dupuis, staatssecretaris in de Brusselse Hoofdstedelijke Regering. Begin 2009 verliet hij uit ontevredenheid met het cliëntelisme binnen de PS de partij en stapte hij over naar het FDF, de voorloper van DéFI. In maart 2015 was Magdalijns kandidaat-voorzitter van het FDF, naast zetelend voorzitter Olivier Maingain en Bernard Clerfayt. Hij strandde echter op de derde plaats met 15,6 procent van de stemmen, na Maingain (61,2%) en Clerfayt (22,6%).
Van december 2012 tot oktober 2024 was Magdalijns gemeenteraadslid van Oudergem. Van maart 2013 tot juni 2014 was hij er OCMW-voorzitter en van juli 2014 tot december 2018 was hij waarnemend burgemeester ter vervanging van Didier Gosuin, die als minister in de Brusselse Regering verhinderd was in deze functie. Van 2014 tot 2016 was Magdalijns eveneens deeltijds opdrachthouder op het ministeriële kabinet van Gosuin.
Na de gemeenteraadsverkiezingen van oktober 2018 nam Magdalijns geen uitvoerend mandaat op, omdat hij zich wilde concentreren op de Brusselse gewestverkiezingen van mei 2019. Bij deze verkiezingen werd hij voor DéFI verkozen in het Brussels Hoofdstedelijk Parlement. Ook werd hij afgevaardigd naar het Parlement van de Franse Gemeenschap, waar hij tot in september 2021 bleef zetelen.
In oktober 2019 stelde hij zich kandidaat voor het voorzitterschap van DéFI. Bij de voorzittersverkiezingen, die op 1 december 2019 plaatsvonden, werd hij tweede met 34,5 procent van de stemmen.
Gaandeweg werd Christophe Magdalijns kritischer ten aanzien van zijn partij, onder andere over haar houding tegenover het secularisme, die hij in strijd vond met de waarden van de partij. In november 2023 besloot hij uiteindelijk DéFI te verlaten, uit onvrede over de begroting die de Brusselse Hoofdstedelijke regering had opgesteld, die volgens hem onvoldoende deed aan de stijging van de schuldenlast van het gewest en waarvoor hij zijn partij mede verantwoordelijk achtte. Hij ging hierna als onafhankelijke in het Brussels Parlement zetelen. Volgens DéFI had het comité der wijzen van de partij Magdalijns echter al uit de partij gezet, nadat er een disciplinaire procedure tegen hem was opgestart omdat hij een dissidente lijst had opgericht in Oudergem, wat in strijd was met de statuten van de partij.
Voor de Brusselse gewestverkiezingen van juni 2024 voerde Magdalijns de lijst aan van de partij Plan B, die ijvert voor meer transparantie en meer participatie van burgers in de politiek. Plan B ging een lijstverbinding aan met de MR, maar behaalde geen enkele verkozene. Vervolgens besloot Magdalijns de politiek te verlaten. Hij kwam niet meer op bij de gemeenteraadsverkiezingen in oktober 2024 en nam zijn vroegere baan als ambtenaar bij de Inspectie van Financiën weer op.